# Alessandro Zanin
Alessandro Zanin (Talmassons, 16 aprile 1951) è un ex calciatore italiano, di ruolo difensore.

## Caratteristiche tecniche
Zanin era noto per la sua propensione offensiva, spesso cercando soluzioni per segnare.

## Carriera

### Udinese e Palermo
Esordisce il 31 gennaio 1971 in Serie C con l'Udinese.
Dopo 3 stagioni con i friulani passa al Palermo con cui esordisce il 30 settembre 1973 nel pareggio in trasferta per 1-1 contro la SPAL. Con i Rosanero partecipa ad una finale di Coppa Italia, persa ai rigori contro il Bologna.

### Arezzo e Paganese
Passa agli Amaranto con cui disputa una stagione di Serie C prima di essere girato in prestito ai rivali della Paganese nell'estate del 1977.

## Palmarès
- Campionato italiano Serie C1: 1

Arezzo: 1981-1982 (girone B)
- Coppa Italia Semiprofessionisti: 1

Arezzo: 1980-1981